# Brasilândia do Sul
Brasilândia do Sul es un municipio brasileño situado en el estado de Paraná. Según el censo de 2022, tiene una población de 3708 habitantes.